# Waldemar Szwiec
Waldemar Szwiec vel Ignacy Zaciętowski vel Ignacy Szczerbak ps. Jakub, Robot, Dal, Ryś (ur. 13 sierpnia 1915 w Chicago, zm. 14 października 1943 w Wielkiej Wsi) – cichociemny, podporucznik artylerii Polskich Sił Zbrojnych.

## Dzieciństwo
Waldemar Mariusz Szwiec urodził się w USA. Jego ojciec, Józef był działaczem polonijnym. Brał udział w walkach o wyzwolenie Polski pod dowództwem gen. Józefa Hallera. Po wygranej wojnie polsko-bolszewickiej sprowadził rodzinę do Polski. W 1922 r. osiedli w Toruniu, gdzie założyli kawiarnię „Pomorzanka”. Jej współwłaścicielem został w następnych latach Waldemar. Na razie jednak rozpoczął naukę w istniejącym do dziś Gimnazjum im. Mikołaja Kopernika (obecnie w murach szkoły znajduje się tablica poświęcona Szwiecowi). W ramach zajęć pozaszkolnych został Mistrzem Pomorza w pływaniu. Uprawiał także żeglarstwo, hokej oraz jazdę na nartach. W 1935 r. rozpoczął studia na Wydziale Prawa Uniwersytetu Warszawskiego. W trakcie nauki akademickiej odbył jednoroczną służbę wojskową w Centrum Wyszkolenia Artylerii w Szkole Podchorążych Rezerwy Artylerii Przeciwlotniczej w Warszawie oraz w 8 dywizjonie artylerii przeciwlotniczej w Toruniu.

## II wojna światowa
We wrześniu 1939 r. pchor. Szwiec walczył w składzie GO „Wschód”, 15 baterii artylerii przeciwlotniczej 15 Dywizji Piechoty w ramach Armii „Pomorze” gen. dyw. Władysława Bortnowskiego. Brał udział w obronie Bydgoszczy, w bitwie nad Bzurą, w boju pod Łomiankami oraz w obronie Warszawy. Po kapitulacji stolicy dostał się 29 września do niemieckiej niewoli. Zbiegł z niej już 4 października 1939 r. Tu rozpoczął się jego tajemniczy kurierski szlak na trasie Polska – Węgry w ramach tworzących się struktur Służby Zwycięstwu Polski (informują o tym fakcie tylko nieliczne zapiski w pozostałych po nim dokumentach i korespondencji). Po kilkukrotnym przejściu górskich szlaków przez polską granicę, został internowany na Węgrzech.
Ponownie wydostał się i przez Rumunię oraz Włochy dotarł do Francji. Wstąpił tam do 10 Brygady Kawalerii Pancernej gen. bryg. Stanisława Maczka, z którą przeszedł kampanię francuską na szlaku od Marny do Dijon. Odznaczony za to został Krzyżem Walecznych i awansowany do stopnia aspiranta.
Po klęsce Francji przedostał się przez Gibraltar do Wielkiej Brytanii. Ponownie zasilił szeregi 10 Brygady Kawalerii Pancernej. We wrześniu 1941 r. przydzielony do 4 Brygady Kadrowej Strzelców, 9 października 1941 r. przemianowanej na 1 Samodzielną Brygadę Spadochronową.

## Cichociemny
Zgłosił się do służby w kraju. Przeszkolony ze specjalnością w dywersji, przydzielony do Oddziału VI (Specjalnego) Sztabu Naczelnego Wodza, zaprzysiężony na rotę Armii Krajowej 24 sierpnia 1942 r. Awansowany do stopnia podporucznika ze starszeństwem od 20 października 1941 r.
Zrzucony do okupowanej Polski w nocy z 1/2 października 1942 r. w operacji lotniczej "Chisel", dowodzonej przez kpt. naw. Mariusza Wodzickiego, z samolotu Halifax W-7776 „U” (138 dywizjon RAF), na placówkę odbiorczą "Rak" w okolicach miejscowości Łupiny, 11 km od Siedlec. Przy sobie posiadał dokumenty na fałszywe nazwisko „Ignacy Zaciętowski”. Razem z nim w ekipie nr XV skoczyli: por. Eugeniusz Kaszyński ps. Nurt, por. Artur Linowski ps. Karp, por. Adam Trybus ps. Gaj.
Po okresie aklimatyzacji w Warszawie otrzymał przydział do Obwodu Koneckiego AK jako inspektor Związku Odwetu, a następnie tworzonego Kedywu. Zjawił się tu już na początku stycznia 1943 r. Jego bazą stała się wieś Michniów, w domu Materków, gdzie rozpoczął współpracę z miejscową dywersją. 26 lutego 1943 r. razem z por. cc. Eugeniuszem Kaszyński „Nurtem” dokonał śmiałej akcji na Baranowskiej Górze na drodze Warszawa – Kraków w pobliżu Skarżyska-Kamiennej. W zasadzce brali udział pierwsi podkomendni stanowiący później trzon Zgrupowań Partyzanckich AK „Ponury”.
Wiosną ppor. „Jakub” przejął dowództwo nad oddziałem kpr. Józefa Domagały „Wilka” z Niekłania. Jednocześnie w Góry Świętokrzyskie dotarł por. „Ponury”. Rozpoczęło się formowanie oddziałów. Wszyscy trzej wymienieni cichociemni weszli w skład dowództwa tworzącej się formacji. Do końca czerwca 1943 r. Zgrupowania liczyły ok. 300 żołnierzy wyszkolonych przez liniowych oficerów. Obława 12/13 lipca 1943 r. na leśne wojsko oraz kłopoty aprowizacyjne zmusiły „Ponurego” do podzielenia swego wojska. Pod dowództwem ppor. „Robota” znalazł się Pluton I „Wilka” oraz Pluton II Warszawski złożony z żołnierzy „spalonych” w stolicy. W ok. 60-osobowym składzie II Zgrupowanie przeszło w rejon Końskich. Bazą stały się lasy niekłańskie. Wydatną pomocą służyła tutejsza ludność oraz placówka AK Niekłań o kryptonimie „Niemen”. Dobre warunki bytu pozwoliły „Robotowi” na wykazanie swych zdolności dowódczych oraz podjęcie śmiałych działań wobec nieprzyjaciela. Jego działania wywołujące strach w Niemcach doprowadziły do nadania II Zgrupowaniu potocznej nazwy „Jakobbande” dodającej tylko polskiemu wojsku splendoru w zaistniałych okolicznościach.

## Samodzielna działalność II Zgrupowania
Na Konecczyźnie Szwiec mógł zrealizować swoje pomysły i wykazać się swymi zdolnościami planistycznymi. Świadczą o tym precyzyjnie wykonane przez II Zgrupowanie akcje. W nocy 19/20 sierpnia w Wąsoszy dokonał zasadzki na pociąg towarowy. W akcji brał także Oddział Dywersji Bojowej Koneckiego Obwodu ZWZ-AK. Na skutek masowych aresztowań w Końskich (20 sierpnia) i „spalenia” wielu konspiratorów prawie cały ODB przeszedł pod komendę „Robota” jako pluton III z dowódcą kpr. Tadeuszem Jenczem „Allanem”.
Następną akcją (jedną z trzech tego typu przeprowadzonych przez polskie podziemie w 1943 r.) było zajęcie Końskich w rocznicę wybuchu II wojny światowej. W nocy 31 sierpnia/1 września 1943 r. 80-osobowy oddział uzbrojony w 1 ckm, 6 rkm, 7 pm, 52 karabiny, 30 pistoletów i niespełna 60 granatów, ubezpieczany przez okoliczne placówki, zdobył powiatowe miasto z prawie dwutysięcznym niemieckim garnizonem. Po wykonaniu wyroków śmierci na konfidentach oraz przejęciu odzieży i towarów potrzebnych do przetrwania nadchodzącej zimy, wszyscy wycofali się bez strat. Niemcy pod silnym wrażeniem akcji twierdzili, że był to prawdopodobnie aliancki desant.
Idąc za ciosem, 4 września, w biały dzień, wyekwipowany w zdobyte w Końskich niemieckie mundury oddział „Robota” zatrzymał pociąg urlopowy na stacji w Wólce Plebańskiej. Podczas walki z Niemcami zginął m.in. ppor. Rafał Andrzej Niedzielski „Mocny”, jeden z najmłodszych cichociemnych. Następnie 13 sierpnia II Zgrupowanie stoczyło bój z przybyłą do Smarkowa niemiecką karną ekspedycją.
Po tych działaniach oddział powrócił na Wykus. Komendant „Ponury” wzywał swych żołnierzy na uroczystość wręczenia sztandaru Świętokrzyskim Zgrupowaniom Partyzanckim AK. Święto pokrzyżowała kolejna obława na partyzanckie oddziały (16-21 września). Po wyjściu z okrążenia oraz biwaku pod Łysicą oddział Szwieca przeszedł ponownie w okolice Niekłania. Nim jednak do tego doszło robotowcy wzięli udział w nieudanej akcji kolejowej w okolicach stacji Szafraniec (3/4 października).

## Ostatnie dni „Robota”

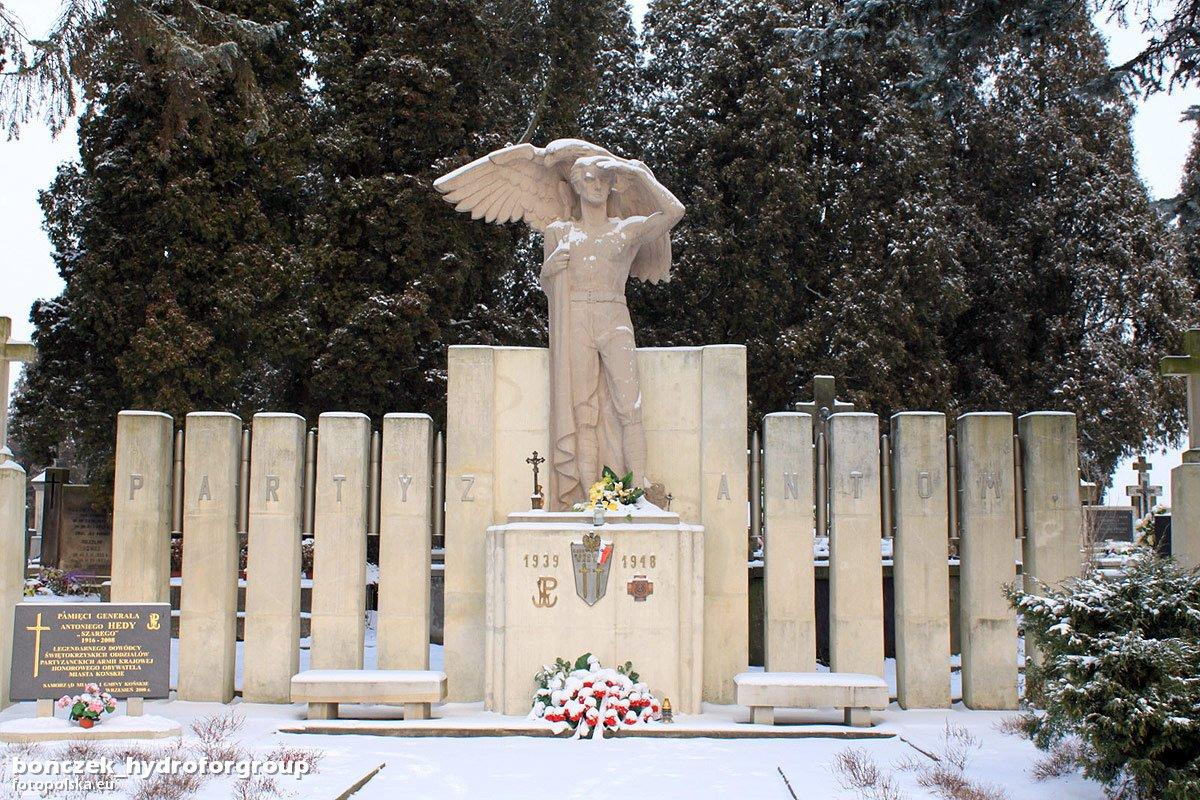
Pomnik „Partyzantom”, Końskie odsłonięty 1 listopada 1947 r.

Wrześniowa koncentracja, zła pogoda i zmęczenie ciągłym wymykaniem się wrogowi zmusiło oddział do odpoczynku. Biwak w lesie pod Wólką Zychową był miejscem, gdzie szykowano się powoli do przetrwania zimy. Patrole aprowizacyjne rozesłano w teren. Pozostali w obozie żołnierze zajmowali się bieżącymi patrolami oraz konserwacją sprzętu wojennego.
Zmęczenie dopadło także samego dowódcę. 11 października Szwiec zachorował. Oddział przekazał pod tymczasową komendę ppor. Jerzemu Ryfińskiemu „Dalskiemu”. Sam zaś z pocztem osłonowym przeszedł na kurację do Wielkiej Wsi. Przebywał tam ok. tygodnia. 14 października 1943 r. na skutek zdrady oficera II Zgrupowania por. Jerzego Wojnowskiego „Motora” (jednocześnie agenta Gestapo pod pseudonimem „Garibaldi”) doszło do obławy. Kordony niemieckiego wojska odcięły dowódcę od oddziału. W ostatniej chwili „Robot” przekazał rozkaz o ewakuacji wojska. Sam zaś miał dołączyć do nich w umówionym w lesie miejscu. Nie dotarł tam.
Podczas próby przebicia się przez niemiecki pierścień został zabity serią z karabinu maszynowego. Razem z nim zginęli na skraju lasu, który był dla nich schronieniem, Jego żołnierze: strz. Piotr Downar „Azor”, strz. Janusz Rychter „Jasiek” oraz plut. pchor. Stanisław Wolf „Staszek”. Ciężko ranna st. strz. Grażyna Śniadecka „Grażyna” zmarła kilka godzin później w niemieckiej niewoli. Żołnierze zostali pochowani na polu, gdzie padli. Rozebrano ich i pozbawiono osobistych rzeczy. „Robotowi” na szyi pozostawiono jedynie chustę zrobioną ze spadochronu, na którym skoczył do Kraju. Po wojnie robotowcy przyjęli chustę spadochronową jako symbol swojego oddziału. Można ich dzisiaj poznać po spadochronowym jedwabiu noszonym pod szyją podczas ważnych uroczystości.
Osamotniony oddział przebił się przez obławę i dotarł na Wykus na październikową koncentrację na rozkaz komendanta „Ponurego”. Były to ostatnie chwile II Zgrupowania pozbawionego dowódcy. Rok 1944 r. żołnierze rozpoczęli w innych oddziałach, w których doczekali końca wojny. W 1946 r. ekshumowali ciało swego dowódcy oraz kolegów i złożyli na koneckim cmentarzu w Kwaterze Partyzanckiej. Stojący nad ich grobami pomnik (żołnierz z orłem symbolizującym cichociemnych dłuta Wojciecha Durka) przedstawia właśnie ppor. cc. Waldemara Szwieca.
Po śmierci dowódcę awansowano do stopnia majora. Był bowiem jednym z tych cichociemnych, którzy nie zostali awansowani po skoku. Otrzymał także Krzyż Srebrny Orderu Wojennego Virtuti Militari, Order Krzyża Grunwaldu III klasy i czterokrotnie nominowany był do Medalu Wojska.

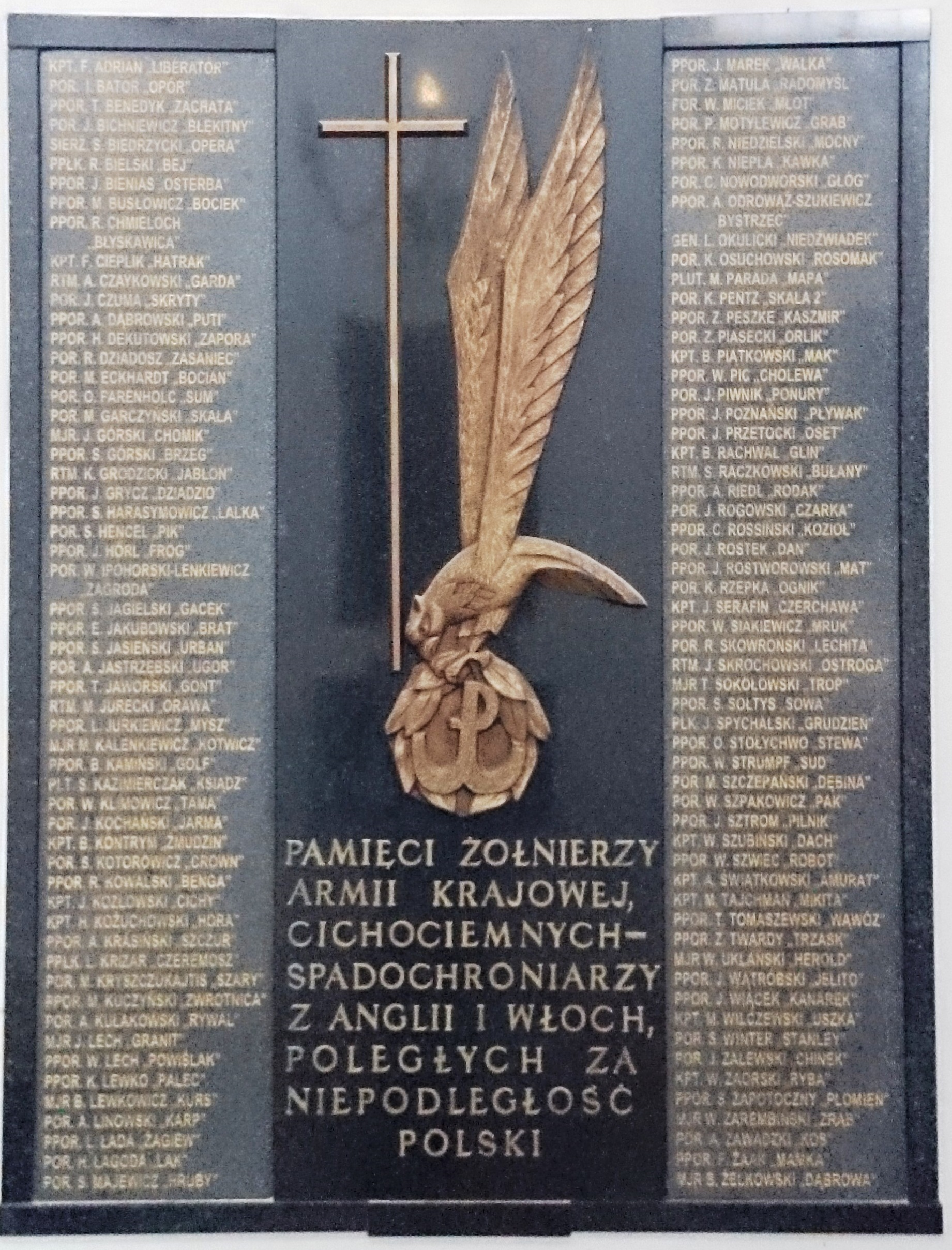
Tablica w kościele św. Jacka w Warszawie, upamiętniająca poległych cichociemnych, w tym Waldemara Szwieca

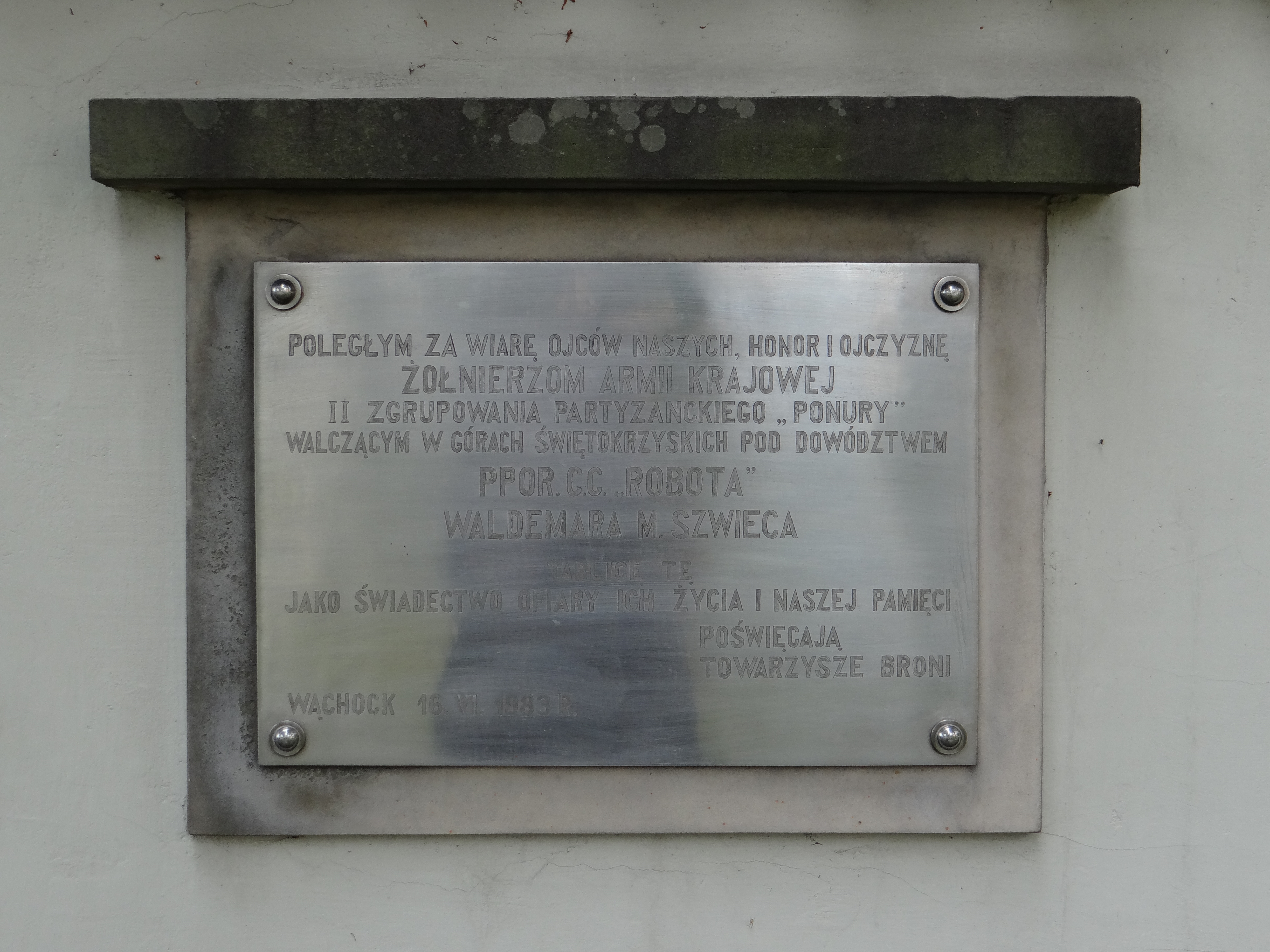
Tabliczka w klasztorze cystersów w Wąchocku poświęcona „Robotowi” i jego żołnierzom

## Upamiętnienie
W lewej nawie kościoła św. Jacka przy ul. Freta w Warszawie odsłonięto w 1980 roku tablicę Pamięci żołnierzy Armii Krajowej, cichociemnych – spadochroniarzy z Anglii i Włoch, poległych za niepodległość Polski. Wśród wymienionych 110 poległych cichociemnych jest Waldemar Szwiec.
16 czerwca 1983 roku w klasztorze cystersów w Wąchocku odsłonięto tabliczkę pamiątkową, poświęconą Waldemarowi Szwiecowi „Robotowi” i żołnierzom II Zgrupowania Ponurego.
W Końskich istnieje ulica Waldemara Szwieca-Robota upamiętniająca dowódcę.
W Toruniu znajduje się Muzeum Historyczno-Wojskowe, którego patronem jest Waldemar Szwiec.